# Lionneta veli
Lionneta veli là một loài nhện trong họ Oonopidae.
Loài này thuộc chi Lionneta. Lionneta veli được Michael Saaristo miêu tả năm 2002.